# Aulacoserica nimbana
Aulacoserica nimbana är en skalbaggsart som beskrevs av Frey 1970. Aulacoserica nimbana ingår i släktet Aulacoserica och familjen Melolonthidae. Inga underarter finns listade.